# Tales from the Punchbowl
Tales from the Punchbowl ist das vierte Studioalbum der Band Primus. Es erschien 1995 bei Interscope Records.

## Hintergrund
Tales from the Punchbowl ist das letzte Album mit Schlagzeuger Tim Alexander vor seiner Rückkehr zu Primus sieben Jahre später.
Aus dem am 23. Mai 1995 auf Interscope Records erschienenen Album wurden die drei Singles Wynona’s Big Brown Beaver, Mrs. Blaileen und Southbound Pachyderm ausgekoppelt.

## Titel
Texte: Les Claypool, Musik: Primus.
| Nr.          | Titel                                 | Länge |
| ------------ | ------------------------------------- | ----- |
| 1.           | Professor Nutbutter’s House of Treats | 7:12  |
| 2.           | Mrs. Blaileen                         | 3:19  |
| 3.           | Wynona’s Big Brown Beaver             | 4:24  |
| 4.           | Southbound Pachyderm                  | 6:21  |
| 5.           | Space Farm                            | 1:45  |
| 6.           | Year of the Parrot                    | 5:45  |
| 7.           | Hellbound 17½ (Theme From)            | 2:59  |
| 8.           | Glass Sandwich                        | 4:05  |
| 9.           | Del Davis Tree Farm                   | 3:23  |
| 10.          | De Anza Jig                           | 2:26  |
| 11.          | On the Tweek Again                    | 4:41  |
| 12.          | Over the Electric Grapevine           | 6:24  |
| 13.          | Captain Shiner                        | 1:15  |
| Gesamtlänge: | Gesamtlänge:                          | 54:05 |

## Besetzung

### Primus
- Les Claypool – Bass, Fretless Bass, Kontrabass, Gesang
- Larry LaLonde – E-Gitarre, Banjo
- Tim Alexander („Herb“) – Schlagzeug

## Rezeption
Siggy Zielinsky von den Babyblauen Seiten gibt dem Album eine Wertung von 11/15: „Während auf dem Vorgängeralbum ‚Pork Soda‘ die Musik oft trocken und hammerartig rüberkam, klingt ‚Tales from the Punchbowl‘ viel leichter und unbeschwerter ... Insgesamt kann man sich hier am virtuosen Bass in allen seinen Ausführungen ergötzen, das perfekte Zusammenspiel des Trios bewundern, über die Technik des Drummers staunen, sich eventuell über die Stimme des Sängers ärgern oder sich fragen, ob zu viel Humor für die Musik schädlich sein kann.“